# Rechtsanwaltskammer (Österreich)
In Österreich bestehen neun vollständig unabhängige Rechtsanwaltskammern (kurz RAK). Diese bilden für jedes Bundesland die weitestgehend eigenverantwortliche Standesvertretung aller niedergelassenen Rechtsanwälte und Rechtsanwaltsanwärter sowie der als europäische Rechtsanwälte im Rahmen der Dienstleistungsfreiheit tätigen ausländischen Rechtsanwälte während dieser Tätigkeit im jeweiligen Bundesland (§ 7 EIRAG).
Ihren Sitz hat die jeweilige Rechtsanwaltskammer in acht Bundesländern in der jeweiligen Landeshauptstadt, nur in Vorarlberg befindet sich der Sitz in Feldkirch, wo sich mit dem Landesgericht Feldkirch auch das höchste Organ der Rechtsprechung in Vorarlberg befindet (Vorarlberger Rechtsanwaltskammer).
In Österreich gab es 6216 eingetragene Rechtsanwälte mit Ende 2016. Die mitgliederstärkste Rechtsanwaltskammer ist die des Bundeslandes Wien. Der Anteil an Frauen beträgt bei den eingetragenen Rechtsanwälten 22 %. Von den 6216 eingetragenen Rechtsanwälten sind lediglich 1,35 % (84 Personen) niedergelassene europäische Rechtsanwälte (zum Vergleich, in Liechtenstein sind rund 10 % der Rechtsanwälte niedergelassene europäische Rechtsanwälte, davon über 60 % aus Österreich).

## Geschichte
Die österreichischen Rechtsanwälte bekamen im Jahr 1869 erstmals eine eigene Standesvertretung. Bis zu diesem Zeitpunkt waren die Rechtsanwälte der unmittelbaren Oberaufsicht der Gerichte unterstellt.
Während der Zeit des Ständestaats in Österreich, also von 1933 bis 1938 wurden die Kammerfunktionäre nicht mehr durch die Vollversammlung der Rechtsanwälte, sondern durch den Justizminister bestellt. Mit dem Anschluss Österreichs an Deutschland im Jahr 1938 endete jegliche Autonomie der Advokatenkammer und die österreichischen Rechtsanwälte wurden in weiterer Folge durch den Reichsjustizminister ernannt.

## Aufgaben
Die Aufgabengebiete der Rechtsanwaltskammern in Österreich reichen von der Vertretung der Rechtsanwälte über die Begutachtung von Gesetzen und das Erstellen von Gutachten bis zur Überwachung der Einhaltung der Berufspflichten im Wege des Disziplinarrechts. Ebenso werden von den Prüfungskommissären der Rechtsanwaltskammer die Prüfungen der Rechtsanwaltsanwärter (RAA)  und (teilweise) der Richteramtsanwärter (RiAA) durchgeführt.
Die Hauptaufgabe der aller neun Rechtsanwaltskammern in Österreich ist es die Ehre und Würde des Rechtsanwaltsstandes aufrechtzuerhalten (§ 23 RAO iVm § 1 Abs. 3 DSt). Diese Hauptaufgabe beruht auf der Autonomie der Rechtsanwaltskammern (Selbstverwaltungskörper) und sichert wiederum die Unabhängigkeit der einzelnen Rechtsanwälte als auch des ganzen Rechtsanwaltstandes.
Die Hauptaufgabe zur Sicherung der Ehre und des Ansehens des Standes wird unter anderem durch die Disziplinargerichtsbarkeit der Rechtsanwaltskammer ausgeübt.
Weitere wesentliche Aufgaben sind:
- die Führung der Rechtsanwaltsliste und der Liste der Rechtsanwaltsanwärter;[12]
- Einberufung der Vollversammlung;
- Bestellung der Verfahrenshelfer im Rahmen der Pflichtverteidigung;
- Vorschreibung und Hereinbringung der Kammerumlage;
- Bestellung des mittlerweiligen Stellvertreters für verstorbene, erkrankte oder dauerhaft verhinderte Rechtsanwälte;
- Erstellung von Gutachten in Honorarfragen und anderes mehr.

Über die Rechtmäßigkeit der Verwaltungsführung der jeweiligen Rechtsanwaltskammer besteht ein Aufsichtsrecht des Justizministeriums (Art 23 Abs. 5 RAO).

## Organisation der Kammern
Die Rechtsanwaltskammer in jedem österreichischen Bundesland (Siehe die Länderkammern in der Vorlage beim Artikelende) wird durch die in der Liste eingetragenen Rechtsanwälte gebildet. Die Tätigkeit der Rechtsanwaltskammer wird durch 
- die Vollversammlung und
- den Ausschuss der Rechtsanwälte
- den Disziplinarrat

ausgeübt.

### Selbstverwaltung und Zwangsmitgliedschaft

#### Selbstverwaltung der Kammern
Ein wesentliches Kennzeichen der österreichischen Rechtsanwaltskammern ist die Selbstverwaltung sowie die begrenzt übertragenen hoheitlichen Befugnissen. Die Selbstverwaltung der Rechtsanwaltskammern in Österreich beruht wesentlich auf:
- der Rechtspersönlichkeit der Kammern als Körperschaften öffentlichen Rechts;
- der Pflichtmitgliedschaft;
- der demokratischen Struktur innerhalb der Kammer (z. B. Wahlen);
- der Disziplinargerichtsbarkeit und Disziplinargewalt;
- der Richtlinienkompetenz nach § 37 RAO.

#### Zwangsmitgliedschaft
Die Mitgliedschaft in der jeweiligen Rechtsanwaltskammer besteht für die eingetragenen Rechtsanwälte (RA) und die Rechtsanwaltsanwärter (RAA). Damit verbunden ist auch die Verpflichtung zur Bezahlung von Beiträgen (Kammerumlage).

### Vollversammlung
Die Aufgaben der Vollversammlung (Plenarversammlung) der Rechtsanwälte der jeweiligen Kammer sind in § 27 RAO geregelt.
Die Beschlussfassung erfolgt grundsätzlich mit einfacher Mehrheit. Bei Änderung der Geschäftsordnungen sowie der Satzungen der Rechtsanwaltsversorgungseinrichtungen jedoch mit qualifizierter Mehrheit (§ 27 Abs. 4 RAO).

### Ausschuss der Rechtsanwälte
Oberstes Entscheidungsgremium und Verwaltungsorgan der Rechtsanwaltskammer ist der Ausschuss der Rechtsanwälte (Kammerausschuss), der durch die Vollversammlung der Rechtsanwälte des jeweiligen Bundeslandes in geheimer Wahl mit absoluter Stimmenmehrheit gewählt wird. Ausschuss der Rechtsanwälte jeder österreichischen Rechtsanwaltskammer wird durch ein Sekretariat unterstützt.
Dem Ausschuss steht ein Präsident sowie ein Vizepräsident vor. Der Präsident bzw. Vizepräsident kann ausschließlich aus dem Kreis der eingetragenen Rechtsanwälte gewählt werden (keine RAA). Der Präsident der regionalen Rechtsanwaltskammer ist auch immer gleichzeitig Delegierter zum ÖRAK. Die Funktionsperiode beträgt jeweils vier Jahre. Der Ausschuss kann auch in Abteilungen untergliedert werden. Die Anzahl der Mitglieder des Ausschusses richtet sich nach der Anzahl der Kammerangehörigen (§ 26 RAO).
Die Aufgaben des Ausschusses der jeweiligen Rechtsanwaltskammer ist in § 28 RAO demonstrativ aufgezählt.

### Prüfungskommission
Die Mitglieder der Prüfungskommission für die Rechtsanwaltsprüfung und Richteramtsprüfung werden aus dem Kreis der eingetragenen Rechtsanwälte von der Vollversammlung gewählt.

### Rechnungsprüfer
Die Rechnungsprüfer werden aus dem Kreis der eingetragenen Rechtsanwälte von der Vollversammlung gewählt.

### Disziplinarrat
Bei jeder Rechtsanwaltskammer in Österreich ist ein eigener Disziplinarrat (DR) eingerichtet. Organe des Disziplinarrates sind:
- Kammeranwalt (KA)[14];
- Untersuchungskommissär (UK)[15];
- Disziplinarrat (DR)[16];

Disziplinarvergehen der Rechtsanwälte und Rechtsanwaltsanwärter sowie der als europäische Rechtsanwälte im Rahmen der Dienstleistungsfreiheit tätigen ausländischen Rechtsanwälte werden ausschließlich vom Disziplinarrat der jeweiligen Rechtsanwaltskammer behandelt (§ 1 Abs. 2 DSt). Gerichte und Verwaltungsbehörden können lediglich die zuständige Rechtsanwaltskammer verständigen, wenn der Verdacht auf ein Disziplinarvergehen vorliegt.
Als direkte Disziplinarstrafen stehen zur Verfügung (§ 16 Abs. 1 DSt):
- schriftlicher Verweis;
- Geldbuße bis EURO 45.000
- Untersagung der Ausübung der Rechtsanwaltschaft bis zu einem Jahr Dauer;
- Verlängerung der Praxiszeit für Rechtsanwaltsanwärter bis zu einem Jahr Dauer;
- Streichung von der Liste der Rechtsanwälte;

sowie
- Schuldspruch ohne Strafausspruch (§ 39 DSt).

Als indirekte Disziplinarstrafen steht das Verbot der Aufnahme von RAA bis zu einem Jahr Dauer zur Verfügung (§ 16 Abs. 4 DST). Als einstweilige Maßnahme kann unter Umständen auch 
- die Überwachung der Kanzleiführung oder
- die Entziehung des Vertretungsrechts vor bestimmten Gerichten oder Verwaltungsbehörden angeordnet werden.

Berufungsinstanz gegen die Entscheidungen des Disziplinarrates ist der Oberste Gerichtshof (OGH) Der OGH erledigt die diesbezüglichen Aufgaben in elf Senaten. Jeder Senat besteht aus zwei Berufsrichtern und zwei aus dem Anwaltsstand gewählten Richtern (Anwaltsrichtern).

### Versorgungseinrichtung der Rechtsanwaltskammern
Die Rechtsanwaltskammern in Österreich haben eigene Versorgungseinrichtungen für ihre Mitglieder für den Fall 
- des Alters und
- der Berufsunfähigkeit
- der Versorgung der Hinterbliebenen eines Rechtsanwaltes

einzurichten und aufrechtzuerhalten (§ 49 ff RAO).
Die finanziellen Mittel für die Versorgungseinrichtung der Rechtsanwaltskammern werden durch:
- Beiträge der Mitglieder und
- Zahlungen des Bundes für die geleistete Verfahrenshilfe

aufgebracht. Über die Leistungen und die Umlagenordnung entscheidet jährlich die Vollversammlung der Rechtsanwaltskammer.

### Österreichischer Rechtsanwaltskammertag
Die Rechtsanwaltskammern sind Mitglieder des Österreichischen Rechtsanwaltskammertags (ÖRAK). Der ÖRAK ist ein Zusammenschluss der Rechtsanwaltskammern aller österreichischen Bundesländer und organisatorisch wie die Rechtsanwaltskammern eine Körperschaft des öffentlichen Rechts.
Organe des ÖRAK sind: Vertreterversammlung, Präsidentenrat, Präsidium (§ 38 RAO).
Die Aufgaben des ÖRAK sind in §§ 35 ff RAO geregelt. Grundsätzlich sind die Aufgaben von den regionalen Rechtsanwaltskammern wahrzunehmen. Nur in den Bereichen, in denen überregionale Angelegenheiten wahrzunehmen sind, liegt die Zuständigkeit des ÖRAK vor (Subsidiaritätsprinzip. Überregionale Aufgaben sind zum Beispiel die Begutachtung von und Stellungnahme zu Bundesgesetzen oder die Erstattung von Vorschlägen zu Bundesgesetzen) sowie die Erlassung von Richtlinien (RL).
Die ÖRAK hat den Sitz in Wien.
Über die Rechtmäßigkeit der Verwaltungsführung des ÖRAK besteht ein Aufsichtsrecht des Justizministeriums (Art 23 Abs. 3 RAO).